# 汕尾市新城中學
汕尾市新城中學創建於1991年，位於汕尾市城區海平路，是汕尾市成立之初第一所完全中學。同時也是汕尾市少數幾所廣東省一級學校之一。

## 學校概況
目前學校共有71個教學班，含初中部與高中部。在校學生達4900多人。占地面積169920平方公尺，綠化覆蓋率高達80.44%，辦學規模比創校之初擴大了十倍。
新城中學是城區三所重點高中之一（另外兩所為市林偉華中學和汕尾中學）。位於報考志願書上的第一志願。高中部面向全市招生，但學生主要來自城區，其主要競爭對手為市林偉華中學。從新城畢業的學生當中，不乏考入北京大學、復旦大學、中國人民大學等國內重點大學的學生。

## 社團
與汕尾地區其他學校相比，新城中學的學生社團生活豐富一些，全校共有社團24個，參與人數多達兩千多人，佔全校學生總數近一半。各學生社團各項事務均由校團委負責。
| 學 校 社 團 |            |                                                                |
| ----------- | ---------- | -------------------------------------------------------------- |
| 學 校 社 團 | 服務性社團 | 志願者協會                                                     |
| 學 校 社 團 | 興趣類社團 | 記者社、動漫社、演講社                                         |
| 學 校 社 團 | 體育性社團 | 跆拳道社、街舞社                                               |
| 學 校 社 團 | 技藝性社團 | B-BOX社、攝影社、書法社、象棋社、圍棋社                        |
| 學 校 社 團 | 學術性社團 | 地理社、物理社、化學社、生物社、歷史社、美術社、文學社、英語角 |
| 學 校 社 團 | 音樂性社團 | 合唱社、吉他社、小提琴社                                       |

## 行政單位
- 辦公室
- 教務處
- 德育處
- 教研室
- 總務處
- 工會
- 圖書館
- 教工團支部

## 新城中學大事記
- 1991年9月，新城中學建校
- 1997年12月，張月喜獎學金設立
- 1998年10月，曾炯堅教學樓捐建
- 1998年10月，被評為廣東省群眾體育先進單位
- 2000年，被評為城區一級學校
- 2001年，汕尾市文明單位
- 2001年12月，汕尾市紅旗團委
- 2002年5月，2001年度廣東省五四紅旗團委
- 2002年，汕尾市一級學校
- 2004年5月，國家級示範性高中建設項目正式啟動
- 2005年，汕尾市文明單位
- 2005年，廣東省一級學校
- 2005年，廣東省現代教育技術優秀實驗學校
- 2005年12月，廣東省文明單位
- 2006年9月，廣東省「創建學習型組織，爭做知識型職工」活動先進單位
- 2006年12月，廣東省安全文明校園
- 2006年12月，廣東省綠色學校
- 2007年6月，廣東省普通高中教學水平優秀學校
- 2008年6月，汕尾市青少年科技創新教育示範學校
- 2008年12月，廣東省社會科學普及先進示範基地
- 2009年2月，「廣東省中小學校本培訓示範學校」
- 2009年2月，與美國東洛杉磯學院結為姊妹學校
- 2009年5月，校團委獲得「廣東省五四紅旗團委」稱號
- 2009年10月，「廣東省中小學心理健康教育示範學校」稱號
- 2009年11月，「第四批廣東省中小學知識產權教育試點學校」稱號
- 2009年12月，通過廣東省國家級示範性普通高中初期督導驗收
- 2009年12月，「全國普通高級中學特色項目學校」立項

## 外部連結
- 官網 （页面存档备份，存于）